# Sarrusofono
Il sarrusofono o sarrussofono è uno strumento musicale ideato da Pierre Auguste Sarrus e costruito da Pierre-Louis Gautrot nel 1856 per competere con il sassofono in sostituzione del fagotto nelle bande musicali. Era così simile al sassofono che Adolphe Sax intentò diverse cause legali contro Pierre-Louis Gautrot.
Costruito in metallo, assomiglia nella forma ad un oficleide (un primordiale basso tuba) ed è suonato con una doppia ancia. La sua diteggiatura è simile a quella del sassofono ed è prodotta in tonalità dal sopranino al contrabbasso.

## Storia
Il sarrusofono entra raramente nella musica classica. Il primo uso documentato del sarrusofono in una orchestra fu l'esecuzione di Le nozze di Prometeo di Camille Saint-Saëns all'Esposizione Universale di Parigi nel 1867 come sostituto d'emergenza di un controfagotto che era divenuto inutilizzabile all'ultimo momento. Agli inizi del XX secolo il sarrusofono contrabbasso in Mi fu in voga come sostituto del più fragile controfagotto. Per esempio fu usato da Maurice Ravel per L'heure espagnole e la Rapsodie espagnole (1907) e da Arrigo Boito per Nerone (1924). Nel 1958 Igor' Fëdorovič Stravinskij utilizzò il sarrusofono nella sua Cantata Threni proprio per la particolare sonorità dello strumento necessaria per dare un aspetto il più possibile scarno ed ascetico nel contrasto con le timbriche delle altre parti strumentali.
Un esempio decisamente inusuale del sarrusofono nel jazz si ha nell'incisione del 1924 di Clarence Williams del brano Mandy, Make Up Your Mind con un sarrusofono suonato da Sidney Bechet.
In tempi recenti se ne ascolta un ampio utilizzo nella colonna sonora sinfonica del film Tombstone (1993) composta da Bruce Broughton.
Il sarrussofono è adoperato solo dalle orchestre di musica classica di un certo prestigio che intendono conservare e mantenere la purezza della musica nei suoni e nei colori così come l'ha pensata ed ideata il compositore. Infatti, il sarrussofono viene erroneamente sostituito dal controfagotto, strumento dalla timbrica e tecnica totalmente diversa. L’intonazione del sarrussofono è instabile ed il suono è meno penetrante e chiaro rispetto a quello del sassofono.

## Famiglia dei sarrusofoni
La famiglia dei sarrusofoni comprende i seguenti strumenti (di cui si indica ta parentesi il possibile uso orchestrale - approssimato):
- sopranino in Mi♭.
- soprano in Si♭ (possibile sostituto dell'oboe)
- alto in Mi♭ (possibile sostituto del corno inglese).
- tenore in Si♭ (possibile sostituto dell'oboe baritono)
- baritono in Mi♭ (possibile sostituto del fagotto in Mi♭)
- basso in Si♭ (possibile sostituto del fagotto)
- contrabbasso in Mi♭, Do o Si♭ (erroneamente suonato come sostituto del controfagotto)

L'estensione trasposta è Si♭-Sol (un semitono in più del sassofono: inizialmente Gautrot pubblicizzava un'estensione Si♭-Fa, pari a quella del sassofono dell'epoca). Nel corso degli anni, furono pubblicate diteggiature che permettevano un'estensione di tre ottave complete.